# Diatomyidae
Los diatómidos (Diatomyidae) son una familia de mamíferos roedores histricomorfos propia de Asia. Actualmente sólo está representada por una especie, Laonastes aenigmamus. Especies fósiles de esta familia se han descubierto en Pakistán, India, Tailandia, China y Japón.
Este roedor se conocía en la región como "kha-nyou"; fue descubierta por la comunidad científica recientemente en Khammouan (Laos) y bautizada con el nombre de "rata de roca laosiana".

## Efecto Lázaro
Cuando la nueva especie se descubrió a principios del 2005, se creyó que representaba a nueva familia de mamíferos. Pero según publicó recientemente la revista científica Science, este roedor realmente pertenece a una familia que se daba por extinta y de la que se tiene constancia después de perder durante mucho tiempo sus registros fósiles. Este fenómeno, llamado efecto Lázaro, está perfectamente documentado entre otros mamíferos.

## Clasificación
- Familia Diatomyidae
  - Género Laonastes
    - Laonastes aenigmamus

  - Género Diatomys †
    - Diatomys shantungensis †
    - Diatomys liensis †

  - Género Fallomus †
    - Fallomus razae †
    - Fallomus ladakhensis †
    - Fallomus ginsburgi †
    - Fallomus quraishyi †

  - Género Pierremus †[1]
  - Pierremus explorator †
  - Pierremus ladakhensis †
  - Género Willmus †
    - Willmus maximus †